# 哈拉尔·塞埃韦鲁德
哈拉尔·西古尔德·约翰·塞埃韦鲁德（挪威語： Harald Sigurd Johan Sæverud，1897年4月17日—1992年3月27日，又译萨埃韦鲁德、萨弗鲁德），挪威作曲家，指挥家。先后在卑尔根和柏林学习音乐，后长期在卑尔根生活和创作，并任卑尔根爱乐乐团的客座指挥。纳粹入侵挪威后，他积极参与反法西斯斗争。晚年获得许多荣誉，并被挪威王室封为骑士。塞埃韦鲁德被认为是挪威20世纪最重要的作曲家之一，他的音乐风格以新古典主义为基础，融合进挪威民间音乐和丰富的浪漫主义色彩，具有强烈的个人特色。

## 外部參考
- . last.fm.   [2025-04-14].